# Sonate K. 32
Pour les articles homonymes, voir K32.
La sonate K. 32 (L.423) en ré mineur est une œuvre pour clavier du compositeur italien Domenico Scarlatti.

## Présentation
La sonate K. 32, en ré mineur, est notée Aria. Cette petite sonate méditative est publiée à Londres en 1739 dans l'édition Roseingrave juste après les Essercizi per gravicembalo. Scarlatti n'a pas présidé ou vérifié cette publication et ces pièces ajoutées aux Essercizi, comme la K. 32, sont des œuvres de jeunesse du compositeur, tout comme bon nombre des cent premiers numéros du catalogue Kirkpatrick. L'aria est structurée en huit mesures dans la première section et le double dans la seconde.
Le pianiste Ievgueni Soudbine la qualifie d'hypnotique et la compare à une « lamentation amère émotionnellement pénétrante d’une élégie gitane », alors que Renaud Machard, introduisant l'enregistrement de Zhu Xiao-Mei, présente la sonate préférée de la pianiste : « Plus impalpable que l'Aria des Variations Goldberg, plus dénudée que la Sarabande de la 5e Suite en ut majeur pour violoncelle seul de Bach, cette sonate K. 32, triste à faire pleurer les pierres, a de quoi effrayer ».
Le potentiel de ce lamento a été remarqué par le pianiste et compositeur Matan Porat qui lui a dédié un disque (« Variation sur un thème de Scarlatti », 2013, Mirare), composé d'un programme passant par Couperin, Mendelssohn, Janáček, Debussy, Satie, Scriabine, Boulez, Ligeti, etc., jusqu'au retour de la sonate de Scarlatti, déjà présentée en premier, comme le retour de l'aria des Goldberg de Bach.

## Éditions et manuscrits

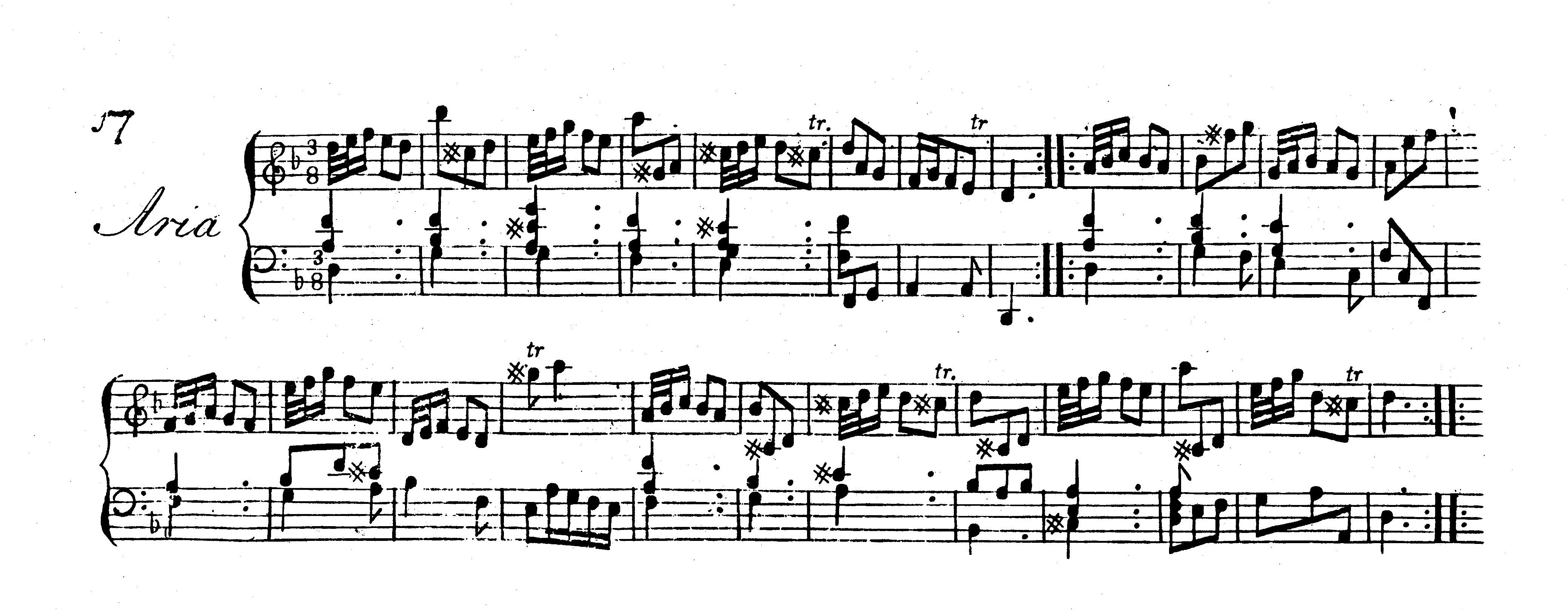
La sonate, extraite du volume publié à Londres en 1739.

La sonate est publiée comme numéro 6 de l'édition Roseingrave (Londres, 1739) avec les K. 31 à 42 ; une copie manuscrite est dans Vienne G 22.

## Interprètes
La sonate K. 32 est l'une des plus interprétées. Au piano, elle est défendue notamment par Marcelle Meyer (1947 et 1954, EMI), Emil Gilels (1984, Ermitage/Aura), Fou Ts'ong (1984, Collins-Meridian), Maria Tipo (1987, EMI), Michael Lewin (1995, Naxos, vol. 2), Zhu Xiao-Mei (1995, INA), Marcela Roggeri (2006, Transart), Racha Arodaky (2007, Zig-Zag Territoires), Olivier Cavé (2008, Æon), Dmitry Masleev (2017, Melodiya), Alexandre Tharaud (2010, Virgin), Anne Queffélec (2014, Mirare), Claire Huangci (2015, Berlin Classics), Ievgueni Soudbine (2015, BIS), Katia Braunschweiler (2017, Genuin), Federico Colli (2018, Chandos), Polina Osetinskaya (2019, Melodiya), Giuseppe Guarrera (Festivaldebüts, Ruhr festival, vol. 38), Margherita Torretta (14-16 avril 2019, Academy Productions) et Khatia Buniatichvili (2020, Sony).
Au clavecin, l'ont gravée : Wanda Landowska, Scott Ross (1985, Erato), Skip Sempé (2007, Paradizio), Richard Lester (2007, Nimbus, vol. 7), Pieter-Jan Belder (Brilliant Classics), Justin Taylor (2018, Alpha) et Cristiano Gaudio (2020, L'Encelade).
Johannes Maria Bogner l'interprète au clavicorde (2015, Collophon/Fra Bernardo) et Aline Zylberajch (2003, Ambronay) au piano-forte, tandis que Tedi Papavrami en a réalisé une transcription pour violon seul (2006, Æon). 
Narciso Yepes (1985, DG), Luigi Attademo (8-10 mars 1998, Brilliant Classics), Pascal Boëls (2001, Calliope) Daniel Marx (2017, Genuin), Michał Stanikowski (2019, RecArt) et Miloš Karadaglić (2023, Sony), l'interprètent à la guitare. Le clarinettiste Martin Fröst en donne une version dans l'arrangement de Sébastien Dubé à la contrebasse, sur un disque Sony, Night Passages enregistré en 2021.

## Sources
: document utilisé comme source pour la rédaction de cet article.
- Ralph Kirkpatrick (trad. de l'anglais par Dennis Collins), Domenico Scarlatti, Paris, Lattès, coll. « Musique et Musiciens », 1982 (1re éd. 1953 (en)), 493 p. (ISBN 978-2-7096-0118-4, OCLC 954954205, BNF 34689181).
- Alain de Chambure, « Domenico Scarlatti : Intégrale des sonates — Scott Ross », Erato (2564-62092-2), 1985 (OCLC 891183737) .
- Renaud Machard, « Zhu Xiao-Mei, Sonates de Scarlatti », p. 8, INA Mémoire Vive (262 022), 1995 .
- Ievgueni Soudbine, « Sonates de Scarlatti », p. 21, BIS (BIS-2138), 2015 .